# Una mujer bajo la lluvia
Una mujer bajo la llúvia és una pel·lícula de comèdia espanyola dirigida el 1992 per Gerardo Vera, qui també és coautor del guió. Es tracta d'una nova adaptació cinematogràfica de la comèdia d'Edgar Neville La vida en un hilo, que ja fou adaptada al cinema el 1945. Va comptar amb un repartiment d'actors força coneguts aleshores.

## Argument
A Madrid, una tarda de pluja, Mercedes surt d'una floristeria i espera que arribi un taxi. Miguel se li ofereix per portar-la, però ella prefereix continuar esperant el taxi. Poc després surt de la floristeria Ramón, qui també s'ofereix a portar-la. Aquest cop accepta. Amb el pas del temps s'acaba casant amb Ramon, però no oblida Miguel, i comença a fer fantasies de com hauria estat la seva vida si finalment hagués escollit Miguel.

## Repartiment
- Ángela Molina - Mercedes
- Antonio Banderas - Miguel
- Imanol Arias - Ramón
- Kiti Mánver - Alicia
- Marta Fernández Muro - Clara Isabel
- Mary Carmen Ramírez -	Luisita